# Miguel Salgueiro
Carlos Miguel Leite Salgueiro, nascido em 9 de junho de 1999 em Lisboa, é um ciclista português, membro da equipa AP Hotels & Resorts / Tavira / SC Farense.

## Palmarés em estrada

### Amador Sub 23
- 2019
  - 4. ª etapa da Volta a Portugal do Futuro[1]

Elite - profissional
- 2023
- Venceu (1) etapa Grande Prémio Jornal de Notícias - Vila Nova De Gaia
- 2024
- Venceu (1) etapa Grande Prémio Jornal de Notícias - Maia

| Ano             | 2019   |
| UCI Europe Tour | 2 004. |

## Palmarés em pista

### Campeonato de Portugal
- 2020
  - 3.º do campeonato de Portugal de corrida por pontos

## Palmarés em ciclocross
- 2016-2017
  -  Campeão de Portugal de ciclocross juniores
- 2017-2018
  -  Campeão de Portugal de ciclocross juniores
- 2018-2019
  - 3.º do Campeonato de Portugal de ciclocross esperanças
- 2019-2020
  -  Campeão de Portugal de ciclocross esperanças